# Milltown (condado de Polk, Wisconsin)
Milltown es un pueblo ubicado en el condado de Polk en el estado estadounidense de Wisconsin. En el Censo de 2010 tenía una población de 1.226 habitantes y una densidad poblacional de 14,2 personas por km².

## Geografía
Milltown se encuentra ubicado en las coordenadas 45°30′16″N 92°27′25″O / 45.50444, -92.45694. Según la Oficina del Censo de los Estados Unidos, Milltown tiene una superficie total de 86.32 km², de la cual 80.21 km² corresponden a tierra firme y (7.08%) 6.11 km² es agua.

## Demografía
Según el censo de 2010, había 1.226 personas residiendo en Milltown. La densidad de población era de 14,2 hab./km². De los 1.226 habitantes, Milltown estaba compuesto por el 98.61% blancos, el 0% eran afroamericanos, el 0.33% eran amerindios, el 0.49% eran asiáticos, el 0% eran isleños del Pacífico, el 0% eran de otras razas y el 0.57% pertenecían a dos o más razas. Del total de la población el 1.71% eran hispanos o latinos de cualquier raza.